# Белашев, Николай Никонорович
Николай Никонорович Белашев (в наградном листе Болотов, 1911 — 16 ноября 1941) — участник Великой Отечественной войны, стрелок 4-й роты 2-го батальона 1075-го стрелкового полка 316-й стрелковой дивизии 16-й армии Западного фронта, Герой Советского Союза, красноармеец.

## Биография
Родился в 1911 году в селе Белашово ныне Кордайского района Жамбылской области Казахстана в крестьянской семье Никанора Белашева. Русский. Окончил начальную школу, работал кузнецом.
В Красной Армии с 1941 года. Участник Великой Отечественной войны с 1941 года.
16 ноября 1941 года в бою у разъезда Дубосеково Волоколамского района Московской области в составе группы истребителей танков во главе с политруком В. Г. Клочковым и сержантом И. Е. Добробабиным отражал многочисленные атаки танков и пехоты противника. Группа, вошедшая в историю битвы под Москвой и Великой Отечественной войны, как 28 героев-панфиловцев, уничтожила восемнадцать танков.
Погиб в этом бою. Похоронен в братской могиле у деревни Нелидово Волоколамского района Московской области.
Указом Президиума Верховного Совета СССР «О присвоении звания Героя Советского Союза начальствующему и рядовому составу Красной Армии» от 21 июля 1942 года за «образцовое выполнение боевых заданий командования на фронте борьбы с немецкими захватчиками и проявленные при этом отвагу и геройство» удостоен посмертно звания Героя Советского Союза. Награждён орденом Ленина.
До 1944 года в документах и статьях о подвиге панфиловцев фамилия Н.Н. Белашева значилась как «Болотов» по причине неправильной расшифровки рукописной записи, в которой буква «Ш» выглядела похожей на букву «Т». В связи с этим, семья Белашева не могла получить причитающегося семьям Героев Советского Союза денежного содержания. В дальнейшем ошибка была исправлена при участии командования 8-й гвардейской стрелковой дивизии.

## Память
- В Нелидово открыт музей 28-и героев-панфиловцев. На месте подвига воздвигнут мемориал.
- Село, где родился будущий Герой, переименовано в Белашево. Его имя носила пионерская дружина школы.
- В селе Георгиевка Курдайского района Джамбульской области и в посёлке городского типа Отар Красногорского района Казахстана установлены бюсты Героя.
- Его именем названы улицы в сёлах Красногорка и Георгиевка, школы в посёлке городского типа Курдай Красногорского района и колхозе имени Калинина.